# José Otacílio Saboia Ribeiro
José Otacílio Saboia Ribeiro (Fortaleza, 27 de novembro de 1903 — Rio de Janeiro, 30 de agosto de 1969) foi arquiteto e político brasileiro
Era filho de Maria José de Saboia Bandeira de Melo e do magistrado Raimundo Francisco Ribeiro Filho. Pelo lado materno, era sobrinho de João Pedro de Saboia Bandeira de Melo, desembargador do Tribunal de Justiça do Estado do Rio de Janeiro. Pelo lado paterno, era sobrinho de João Firmino Dantas Ribeiro, desembargador do Tribunal de Justiça do Estado do Ceará, e neto do padre Raimundo Francisco Ribeiro. Era irmão do médico, político e escritor João Felipe de Saboia Ribeiro.
Formou-se engenheiro arquiteto pela Escola Politécnica do Rio de Janeiro, turma de 1930.
Foi membro da Faculdade Nacional de Arquitetura e professor catedrático de Urbanismo, Arquitetura e Paisagismo. Foi também diretor da Faculdade de Arquitetura da Universidade do Brasil.
Por indicação de Gustavo Capanema, foi nomeado prefeito de São Luís do Maranhão.